# 阮惠街

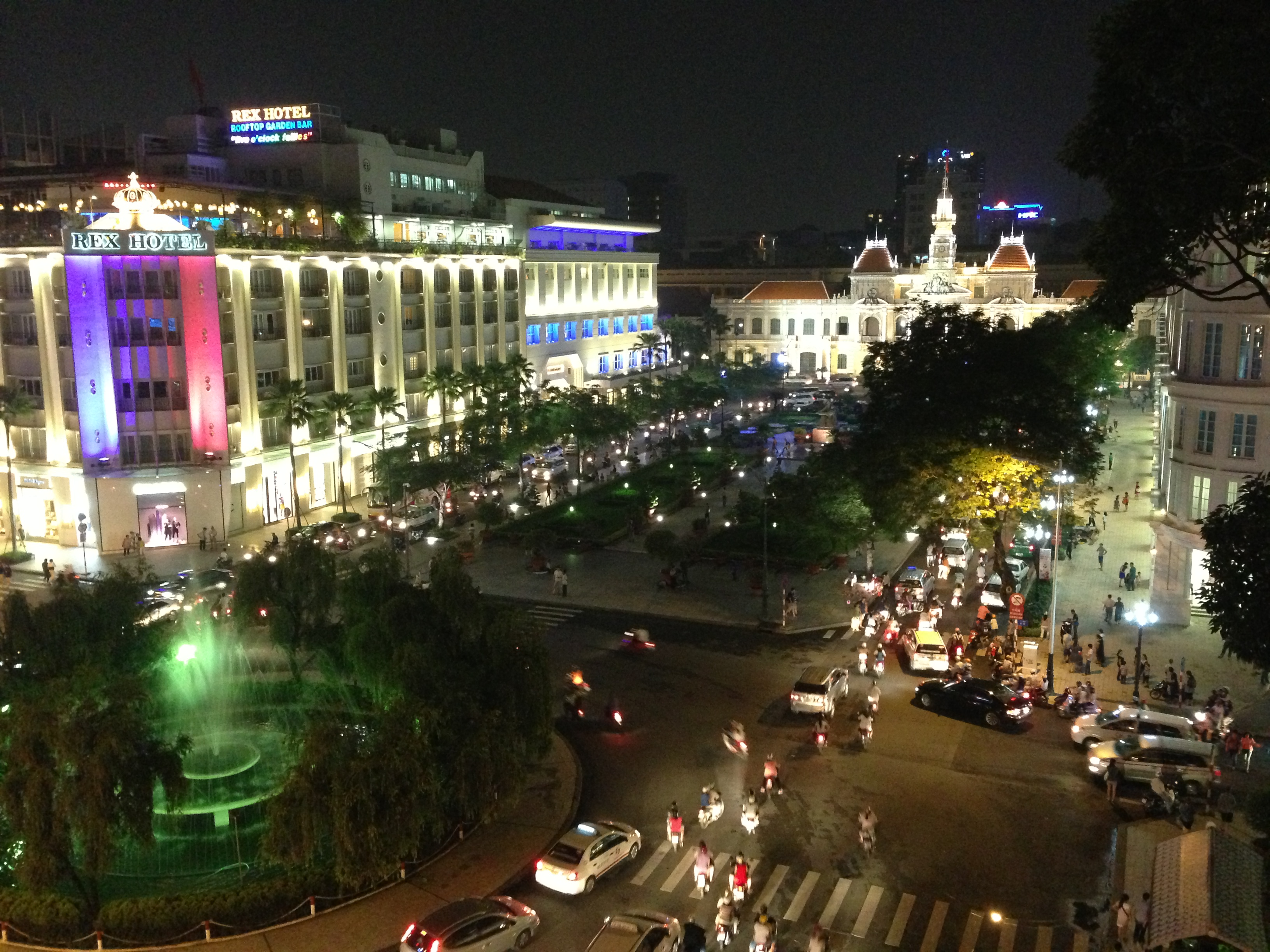

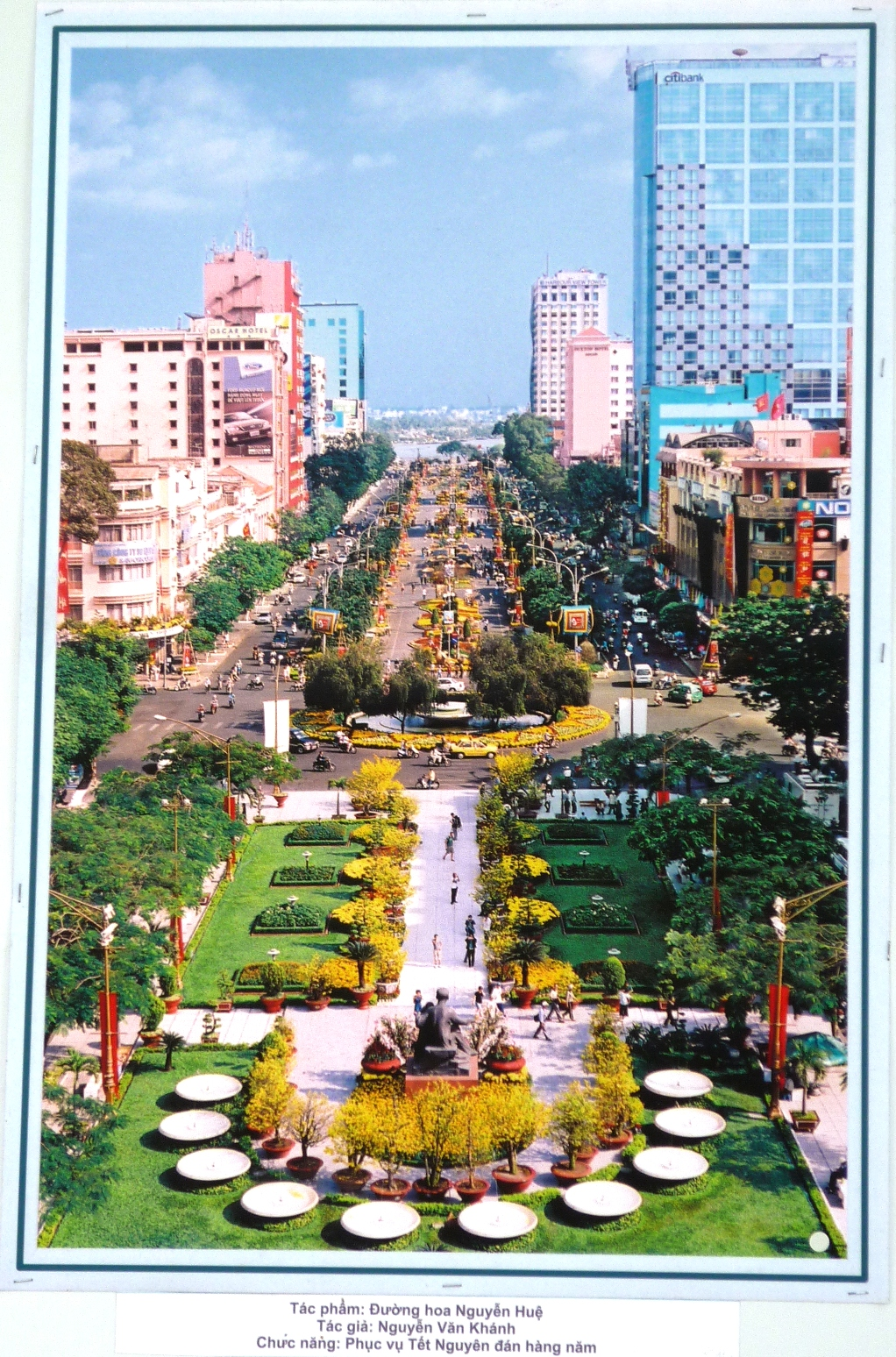

阮惠街（越南语：／）是越南胡志明市市中心第一郡的一条街道，从胡志明市人民委員會大廳到西貢河。与同起街平行。 
阮惠街是胡志明市市中心的主要街道之一，金融、商業中心。道路以西山朝第二代皇帝阮惠命名。
每年春節7日前，阮惠花街花卉展覽會在阮惠街開幕。

## 圖集

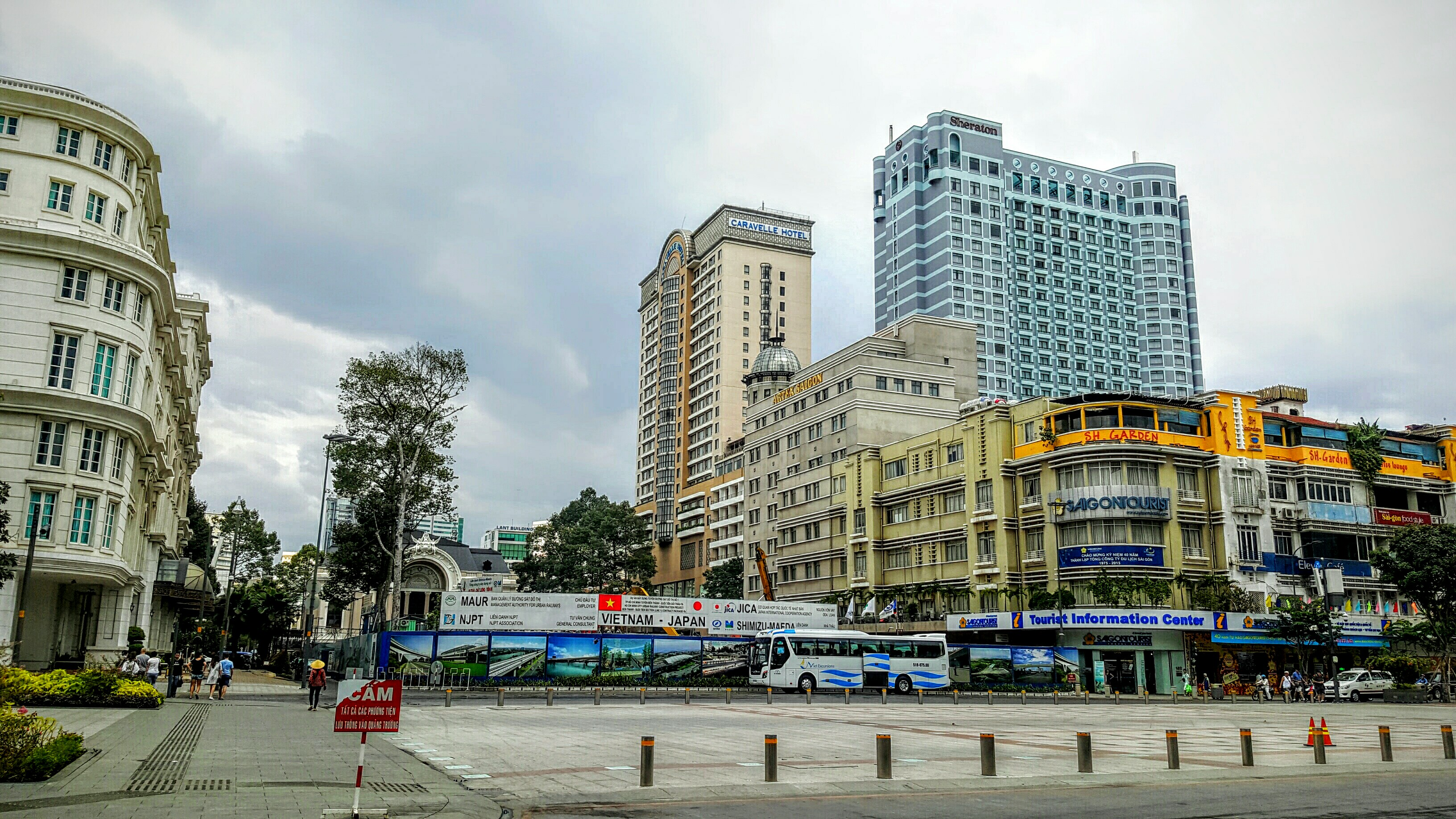
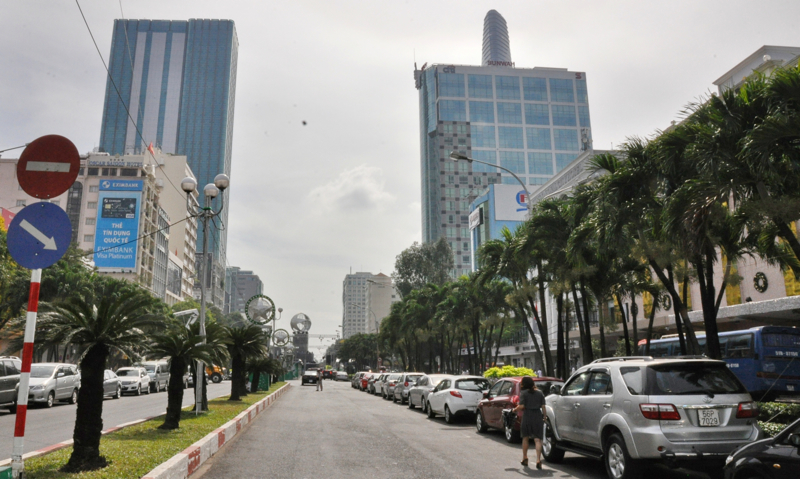
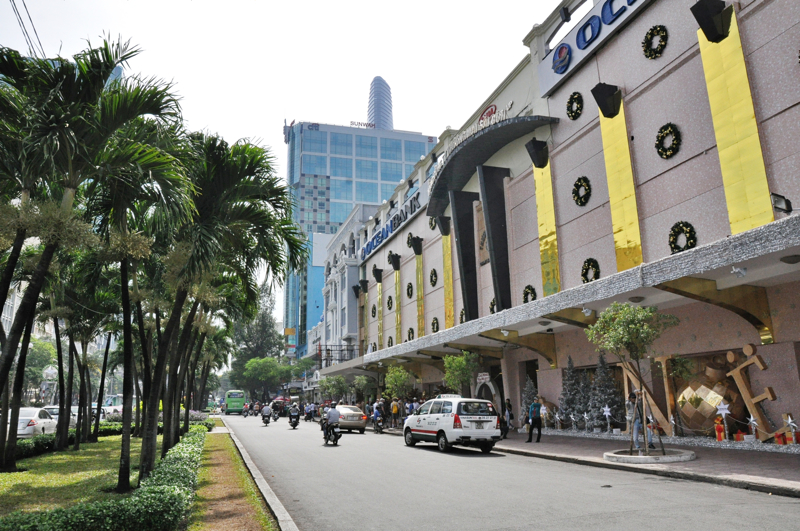
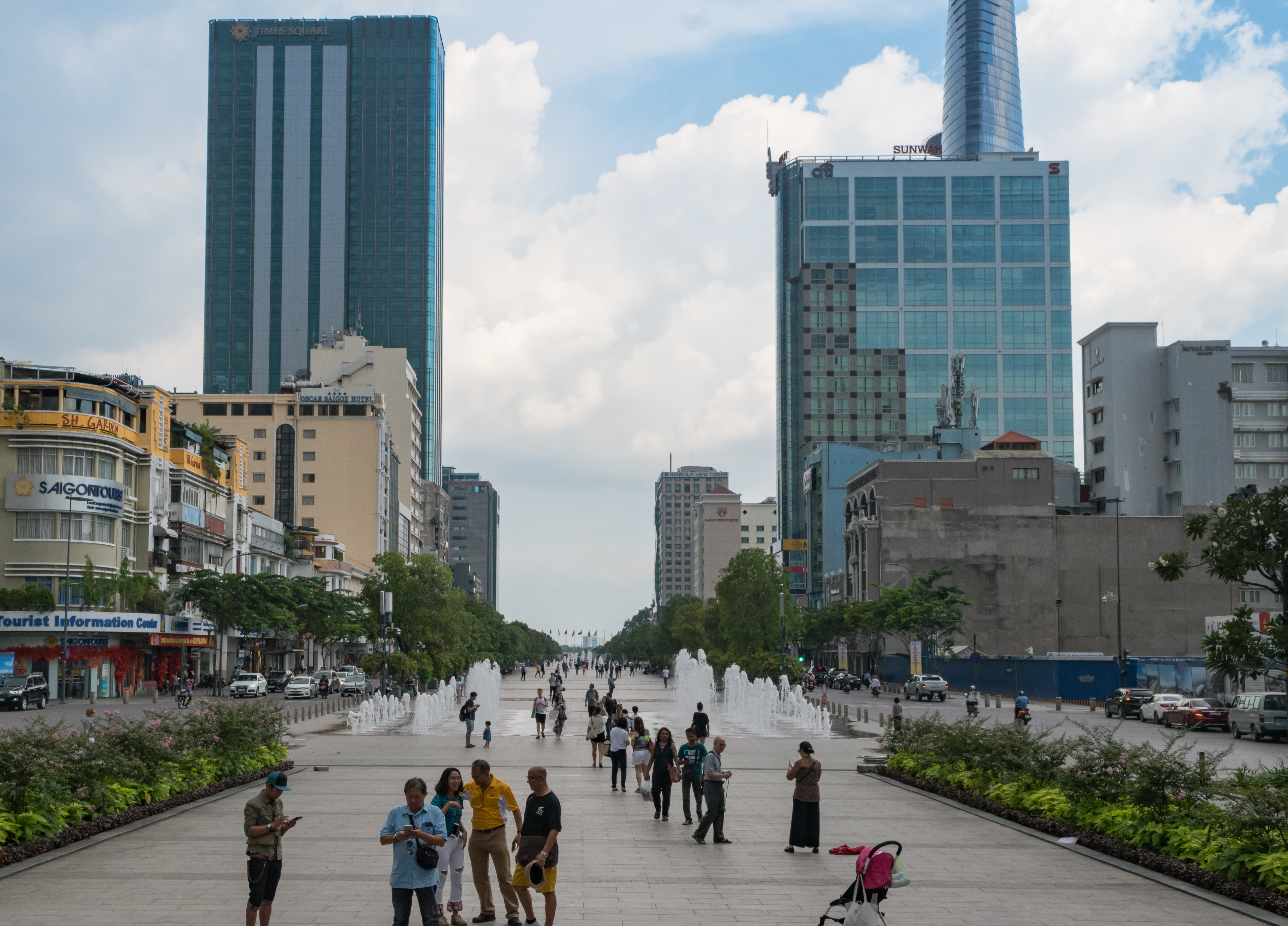
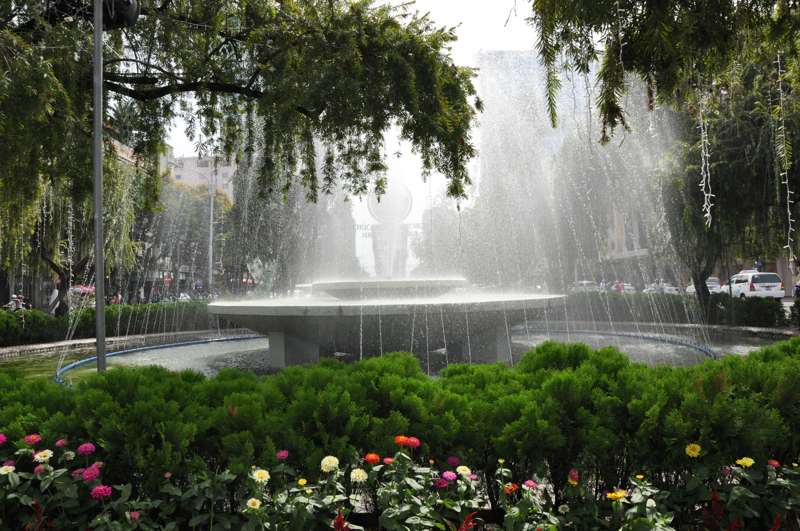
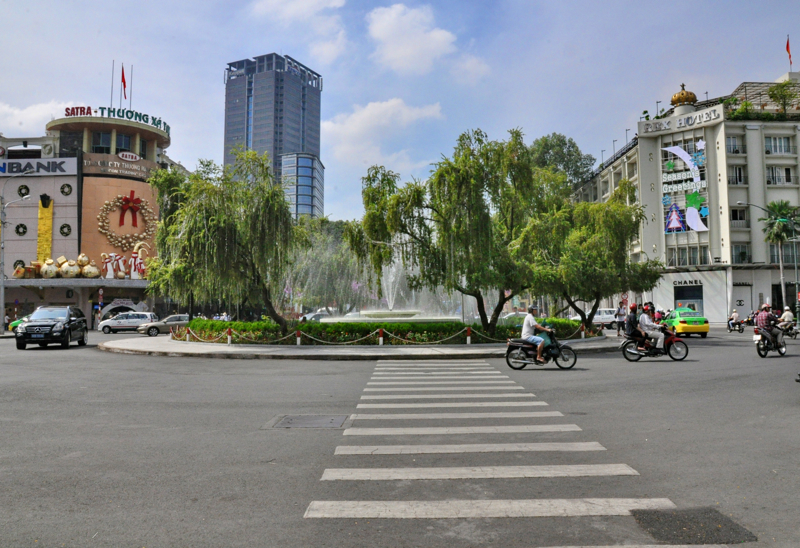

## 建筑
- 花旗银行
- 盘谷银行